# おでかけ発見バラエティ かがくdeムチャミタス!
『おでかけ発見バラエティ かがくdeムチャミタス!』（おでかけはっけんバラエティ かがくデムチャミタス!）は、テレビ大阪で2008年4月5日から2021年3月28日まで放送された関西電力単独提供のバラエティ番組。関西電力の営業外地域でも、テレビせとうち・テレビ北海道（いずれもテレビ大阪と同じくテレビ東京の系列局）や、NST新潟総合テレビ・テレビ長崎（いずれもフジテレビ系列局）で放送されていた。
2018年3月18日までの番組名は『かがくdeムチャミタス!』。

## 概要
本来は「教育番組」という扱いで、制作局のテレビ大阪をはじめ、ネット局のテレビ北海道、びわ湖放送、奈良テレビ、テレビ和歌山では日本民間放送連盟の「青少年に見てもらいたい番組」に指定していた。
関西電力が当番組のスポンサーに付いていた放送局は、制作局のテレビ大阪、関西電力の主な営業地域にあるネット局（びわ湖放送、奈良テレビ、テレビ和歌山）、福井テレビに限られていた。福井テレビでもスポンサーになっていたのは、放送対象地域の福井県のうち、南部の若狭地方が関西電力の営業地域・関西電力送配電の供給地域で、関西電力関連の原子力発電所が集中していることによる。その一方で、他の電力会社の営業地域にあるネット局（テレビ北海道、NST新潟総合テレビ、テレビせとうち、テレビ長崎）では、関西電力のCMを別のローカルCMに差し替えていた。

### 『かがくdeムチャミタス!』時代
前番組の『Qっと!サイエンス』から「子どもたちにとって身近なテーマに沿って、科学の謎を検証する」という主旨を引き継ぎながらも、石田靖（吉本興業所属のタレントで吉本新喜劇の元・座長）を研究者役（事実上のMC）に起用するなど、バラエティ番組の要素も取り入れていた。また、2015年3月までは子役のタレントが「助手」という役回りで代々出演していたが、同年4月からたこやきレインボー（関西地方を中心に活動していたローカルアイドルユニット）のメンバー全員を第4代の「助手」に迎えている。

### 『おでかけ発見バラエティ かがくdeムチャミタス!』時代
放送10周年を迎えた2018年4月8日からは、放送時間を移動・拡大したうえで『おでかけ発見バラエティ かがくdeムチャミタス!』にリニューアル。石田とたこやきレインボーは『かがくdeムチャミタス!』から続投したものの、番組タイトルの「かがく」（科学）に必ずしもこだわらないで、石田とたこやきレインボーのメンバーから1名が近畿地方各地へ出掛けるスタイルに改められた。また、制作局のテレビ大阪では、1週間前の2018年4月1日に『かがくdeムチャミタス!特別編』を放送した。
2019年までは、石田とたこやきレインボーのメンバー全員がスタジオに集結したうえで、事前に収録された「おでかけ」（ロケ）の模様を紹介していた。しかし、2020年の初頭から新型コロナウイルスへの感染が拡大している影響で、収録のスケジュールを当初の予定から大幅に変更。スタジオ収録については3月22日放送分を最後に約3ヶ月間、ロケ収録については4月26日放送分から6月28日放送分まで見合わせていた。感染拡大の防止策を十分に講じたうえで、7月19日（8月2日・16日放送分）から上記のスタジオ収録を再開。同年10月以降の放送分はオールロケ方式で収録されていたが、石田の出身地である兵庫県伊丹市でロケを実施した2021年3月28日放送分で、13年にわたる「かがくdeムチャミタス!」シリーズの放送を終えた。

### 放送終了後
制作局のテレビ大阪では、関西電力の単独提供枠を毎週日曜日の11:30 - 12:00に移したうえで、2021年4月11日から『発見!!食遺産 ＃あなたのレシピ残させてください』を放送。『おでかけ発見バラエティ かがくdeムチャミタス!』から石田が続投したほか、同番組の最後期に続いて、オールロケ方式で放送されている。一方で、『美しい科学・シグナス』から長らく続いていた科学番組ではなくなり、SDGs（持続可能な開発目標）達成への一助となるべく、「食遺産」（地元以外での知名度が低いローカルグルメ）の発掘やレシピ動画の撮影、食材生産者との触れ合いを中心した番組となった。
「たこやきレインボー」は、『かがくdeムチャミタス!』時代から出演してきたメンバーが2021年7月31日開催のフリーライブで全員卒業したことによって、2012年9月の結成から8年10ヵ月にわたる活動に終止符を打った。卒業したメンバーについては、新しいプロジェクトの下で再び集結することが決まっているため、再集結までは「充電期間」と称して全員が個人名義で芸能活動を展開している。

## 出演者

### レギュラー
ドクター・ヤス（ドク）
演 - 石田靖
科学者。
メイ
演 - 眞木めい
初代助手。2008年度から2010年度まで出演。
マイカ
演 - 樽本まいか
2代目助手。2011年度から2012年度まで出演。
エデン
演 - 泉エデン真己
3代目助手。2013年度から2014年度まで出演。
こりん
演 - 杉本湖凜
3代目助手。2013年度から2014年度まで出演。
たこやきレインボー
4代目助手。2015年度から出演。基本的にメンバーから2人が出演するが、5人全員が出演する回もあり、初回放送は5人全員が出演した。
25分番組となった2018年4月からは5人全員がスタジオパートに出演するようになった（全編ロケの回を除く）。
2020年10月からはスタジオパートが廃止され、1人のメンバーが出演する全編ロケとなっている。
べんけい
ドクター・ヤスの助手を務めているラブラドール・レトリバーで、登場シーンでは人間の言葉を使って話しているかのような演出が入る。べんけいの声は放送開始から2009年度までは寺下貞信が当てていたが、2010年度以降はナレーターの福谷清志（テレビ大阪アナウンサー）が当てていた。
レモン
べんけいの助手であるジャック・ラッセル・テリア。
コタロー
エデコリ時代に出演のラブラドール・レトリバーで、実験のお手伝いを行う。
パンゾウ
たこやきレインボー時代より登場したパンダのキャラクター（CG）。明るくて元気な男の子。キャラクターデザインはフクイヨシタカ。
パンジイ
パンゾウが困った時に教えてくれる仙人。2015年度から2017年度にかけて登場していた。
パンジロウ、パンナ
2018年4月から初登場したパンゾウの弟と妹。パンジロウはやんちゃで、パンナは甘えん坊。

### 特別編
2017年3月4日のテレビ大阪開局35周年の特別番組『開局35周年 それ、テレビ大阪やろ。春祭り（ひる）』において、この番組のスピンオフ「黒田・村本のかがくdeムチャミタス」に出演。たこやきレインボーとともに実験に挑戦した。
- 黒田有（メッセンジャー）
- 村本大輔（ウーマンラッシュアワー）

## ナレーター
2008年4月 - 2018年3月の間はいずれも担当時点でテレビ大阪アナウンサー
- 藁谷麻美（2008年4月 - 2010年3月）
- 福谷清志（2010年4月 - 2013年9月）
- 鈴木理加（2013年10月 - 2018年3月、2015年4月からはCGキャラクターのパンゾウの声（初代）を兼務していた）
- 窪田涼子（2018年4月 - ）
- 海保えりか（2018年4月 - 、パンゾウの声（2代目））

## スタッフ
2018年4月以降、クレジットにて汽車に乗って登場するパンゾウ、パンジロウ、パンナ、その仲間たちと一緒にに併せ、スタッフロールが流れている。
- 構成 - 中井誠、米原昌宏
- リサーチ - 山本恵未夏、上田まさる
- TD - 平野洋平
- CAM - 中橋伸豪、山﨑可夏子
- MIX - 清水祐稀
- CA - 小西尚人
- 編集 - 中澤丈、岡本彩
- 音効 - 黒澤秀一、漆原昌子
- MA - 辻賢一
- スタイリスト - 石山美穂、米丸友子
- 編成 - 水谷陽介（TVO）
- 宣伝 - 坂本琢（TVO）
- WEB - 古閑三保子
- AD - 神邉晟佑、岩本一美
- イラスト協力 - TOWNS
- 協力 - バックドロップ、テーク・ワン、SpEED、スタジオネスト
- ディレクター - 能嶋幸一（バックドロップ）、松浦拓也（ジェイワークス）、金沢武慶、川崎雅貴
- プロデューサー - 榎本暁子（TVO）、梅景泰利（ジェイワークス）
- 制作協力 - ジェイワークス
- 製作著作 - テレビ大阪

### 過去のスタッフ
- 構成 - 桑原尚志、重村千恵
- ディレクター - 川嶋健太郎（ジェイワークス）、笠原健広、越智勝也、赤尾裕樹
- プロデューサー - 清原寛（TVO）、藤本睦美（サイエンスワークス）
- 制作協力 - サイエンスワークス

## テーマ曲
- だれが描いたか お空のアーチ（ドク、メイ、べんけい）[12]
- サンデーディスカバリー（たこやきレインボー）

## ネット局
字幕放送は制作局のテレビ大阪のみ実施。現在のネット局・放送時間は、公式サイトも参照。

### 25分時代
| 放送対象地域 | 放送局            | 系列           | 放送時間           | 放送開始日    | 備考     |
| ------------ | ----------------- | -------------- | ------------------ | ------------- | -------- |
| 大阪府       | テレビ大阪        | テレビ東京系列 | 日曜 11:00 - 11:25 | 2018年4月8日  | 制作局   |
| 奈良県       | 奈良テレビ        | 独立局         | 土曜 7:30 - 7:55   | 2018年4月14日 |          |
| 和歌山県     | テレビ和歌山      | 独立局         | 土曜 9:30 - 9:55   | 2018年4月14日 |          |
| 長崎県       | テレビ長崎        | フジテレビ系列 | 土曜 11:20 - 11:45 | 2018年4月14日 |          |
| 滋賀県       | びわ湖放送        | 独立局         | 日曜 10:30 - 10:55 | 2018年4月15日 |          |
| 北海道       | テレビ北海道      | テレビ東京系列 | 日曜 11:00 - 11:25 | 2018年4月22日 | [ 注 2 ] |
| 福井県       | 福井テレビ        | フジテレビ系列 | 土曜 10:25 - 10:50 | 2019年4月6日  | [ 注 3 ] |
| 新潟県       | NST新潟総合テレビ | フジテレビ系列 | 土曜 5:30 - 6:00   | 不定期放送    | [ 注 4 ] |

ネット配信
- TVer - 2019年4月7日放送分より、テレビ大阪での放送終了から次回放送日の11:24まで、最新回のみ配信。

### 15分時代
| 放送対象地域   | 放送局         | 系列           | 放送時間           | 放送期間                       | 備考                |
| -------------- | -------------- | -------------- | ------------------ | ------------------------------ | ------------------- |
| 大阪府         | テレビ大阪     | テレビ東京系列 | 日曜 7:15 - 7:30   | 2008年4月5日 - 2018年3月18日   | 制作局              |
| 岡山県・香川県 | テレビせとうち | テレビ東京系列 | 月曜 17:40 - 17:55 | 2017年5月8日 - 2018年3月26日   | [ 注 6 ]            |
| 新潟県         | 新潟総合テレビ | フジテレビ系列 | 日曜 6:15 - 6:29   | 2015年4月5日 - 2018年3月25日   | [ 注 6 ] [ 注 7 ]   |
| 福井県         | 福井テレビ     | フジテレビ系列 | 土曜 10:25 - 10:40 | 2012年4月7日 - 2019年3月30日   | [ 注 8 ]            |
| 奈良県         | 奈良テレビ     | 独立局         | 日曜 18:15 - 18:30 | 2016年4月3日 - 2018年3月25日   | [ 注 9 ]            |
| 滋賀県         | びわ湖放送     | 独立局         | 土曜 18:15 - 18:30 | 2016年4月2日 - 2018年3月24日   | [ 注 10 ]           |
| 和歌山県       | テレビ和歌山   | 独立局         | 土曜 18:15 - 18:30 | 2016年4月2日 - 2018年3月31日   |                     |
| 北海道         | テレビ北海道   | テレビ東京系列 | 土曜 9:45 - 10:00  | 2011年7月23日 - 2012年3月31日  |                     |
| 山形県         | テレビユー山形 | TBS系列        | 土曜 6:15 - 6:30   | 2012年10月13日 - 2017年3月25日 | [ 注 11 ] [ 注 12 ] |
| 沖縄県         | 琉球放送       | TBS系列        | 土曜 6:15 - 6:30   | 2015年4月4日 - 2017年3月25日   | [ 注 11 ] [ 注 13 ] |

### 放送時間の変遷
※テレビ大阪による変遷、土曜時代の9:45枠では『たこるくん』を放送していた（2013年1月5日 - 3月30日までは『浪速伝説トライオー』を放送）。
| 期間                 | 放送時間           | テレビ大阪での対応                                                       |
| -------------------- | ------------------ | ------------------------------------------------------------------------ |
| 2008.4.5 - 2016.3.26 | 土曜 9:30 - 9:45   | テレビ東京ではこの時間帯にサンリオのアニメ番組を放送していた。           |
| 2016.4.3 - 2018.3.18 | 日曜 7:15 - 7:30   | テレビ東京では『レゴタイム』を10月1日から放送。                          |
| 2018.4.8 - 2021.3.28 | 日曜 11:00 - 11:25 | テレビ東京では『石田純一のサンデーゴルフ』→『日曜ゴルフっしょ!』を放送。 |

制作局に限り、年明け前の12月（最終日曜日）は収録がないため、放送があった場合は再放送で対応される。ただし、最終日曜日が大晦日と重なった場合は放送なし。また、臨時の報道特番 以外で番組が休止になった事例は殆どなかった。

## 関西電力の提供自粛
嶺北地方と敦賀市が北陸電力・北陸電力送配電の営業区域となっている福井県では、近畿地方で放送される関西電力のCM（オール電化など）とは異なり、番組開始当初から原子力発電に関するCMが放送されてきた。これは、福井放送（FBCテレビ）の『ふれあい若狭』などの関西電力が提供する福井県内のすべての番組に適用される。そのため、近畿地方とは異なる事情でCMが差し替えられることが度々行われている。
美浜発電所配管破断事故
2004年8月9日に発生した配管破断事故で、発生当時国内で最悪の原子力事故とされた。翌年以降、事故が発生した8月9日前後に放送されるCMは、すべて公共広告機構（後にACジャパンに名称変更）に差し替えられ、番組の提供クレジットは自粛された。
東日本大震災・福島第一原子力発電所事故
2011年3月11日に発生した東北地方太平洋沖地震（東日本大震災）と、それに起因して発生した東京電力福島第一原子力発電所の事故により、震災直後から同年5月までは関西電力の提供とCMを自粛。6月から近畿地方ではCM放送に限り再開したが、この番組をネットしている福井テレビでは同年12月までCM放送をすべてACジャパンに差し替えした。2012年からは、関西電力が実施している原子力発電所の安全対策のCMなどを放送する形でCM放送を再開した。なお、提供クレジットの表示はCM再開後も2016年3月まで自粛を続けていた。
関西電力幹部らの金品受領問題など
2019年9月27日に発覚した「関西電力幹部らの金品受領問題」により、関西電力の提供とCMを自粛（テレビ大阪など近畿地方の4局）。なお、福井テレビでは2019年9月19日に高浜発電所で発生した事故 直後の同年9月21日の放送から提供とCMを自粛している。2020年1月より近畿地方に限り提供クレジットおよびCMを再開 し、福井テレビでは2020年5月から再開している。